# Nestor Platonowitsch Pusyrewski

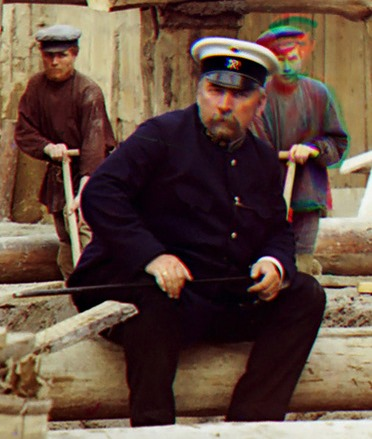
Nestor Platonowitsch Pusyrewski (Beloomut, 1912)

Nestor Platonowitsch Pusyrewski (russisch Нестор Платонович Пузыревский; * 18. Augustjul. / 30. August 1861greg. in St. Petersburg; † 26. August 1934 in Leningrad) war ein russisch-sowjetischer Wasserbauingenieur und Hochschullehrer.

## Leben
Pusyrewski, Sohn des Geologen Platon Alexandrowitsch Pusyrewski, studierte an der Universität St. Petersburg in der Physikalisch-Mathematischen Fakultät und darauf am St. Petersburger Alexander-I.-Institut für Verkehrswesen mit Abschluss 1885. Er arbeitete dann in der Verwaltung der inländischen Wasserwege des Verkehrsministeriums. Pusyrewski führte hydrographische Untersuchungen durch und dokumentierte die Flüsse Don, Dnister, Donez, Oka und Wolchow. Er war an der Projektierung und dem Bau des Moskwa-Schleusensystems beteiligt. Er projektierte die Kusminskoje- und die Beloomut-Talsperre der Oka oberhalb der Moskwa-Einmündung. Ab 1904 lehrte er am Alexander-I.-Institut für Verkehrswesen und wurde 1914 zum Professor ernannt.
Nach der Oktoberrevolution entstand aus dem Alexander-I.-Institut das Petrograder/Leningrader Institut für Verkehrsingenieure, an dem Pusyrewski in den 1920er und 1930er Jahren als Professor und Dekan der Fakultät für Wasserwege und Häfen lehrte. Er organisierte und leitete dann ab 1925 ununterbrochen die Wasserbau-Abteilung des Leningrader Staatlichen Hydrologie-Instituts. Er projektierte den Wolga-Don-Kanal und den Weißmeer-Ostsee-Kanal.
Pusyrewski starb am 26. August 1934 in Leningrad und wurde auf dem Smolensker Friedhof im russisch-orthodoxen Teil neben seinem Vater begraben.

## Talsperrenbau Beloomut

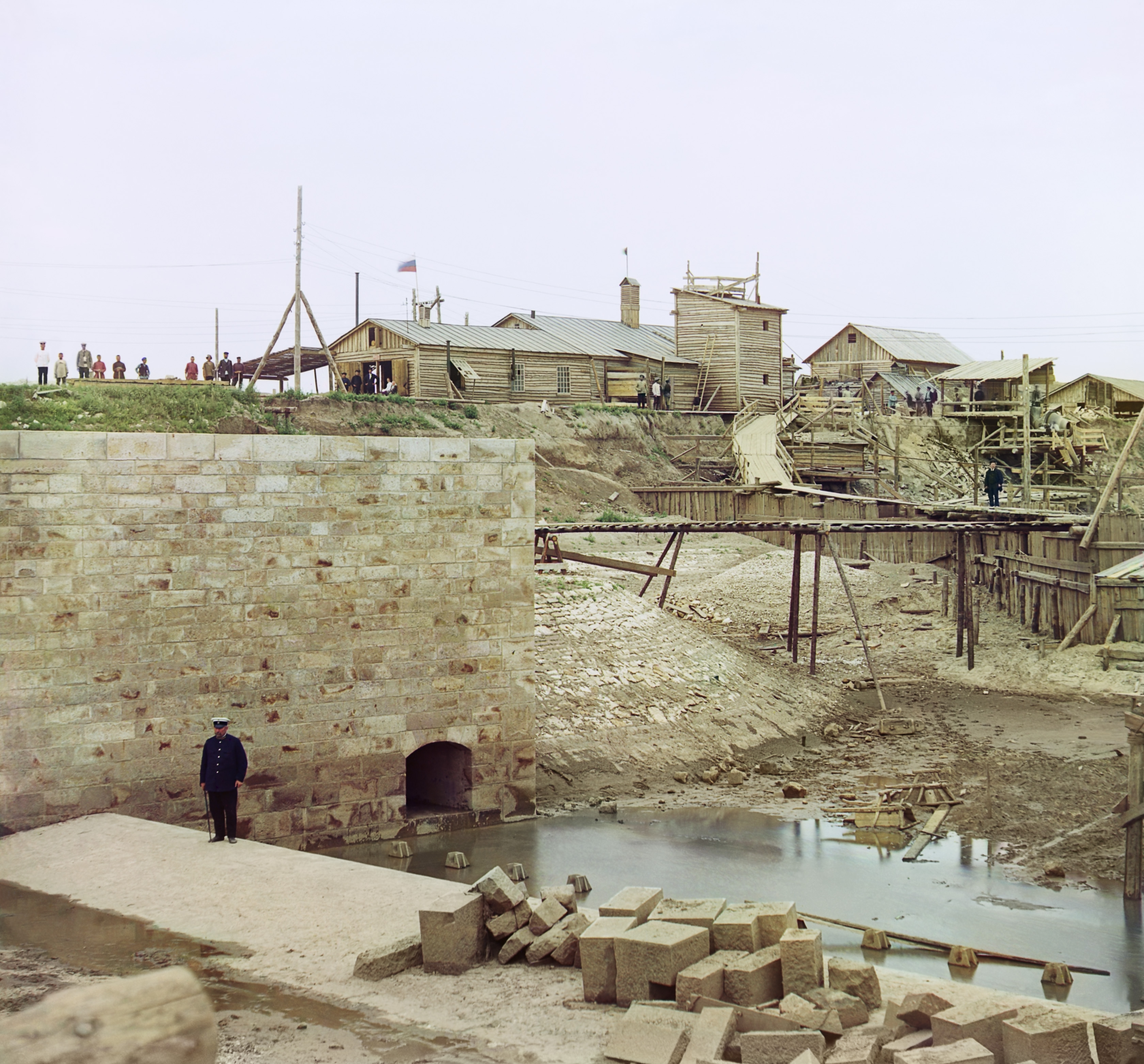
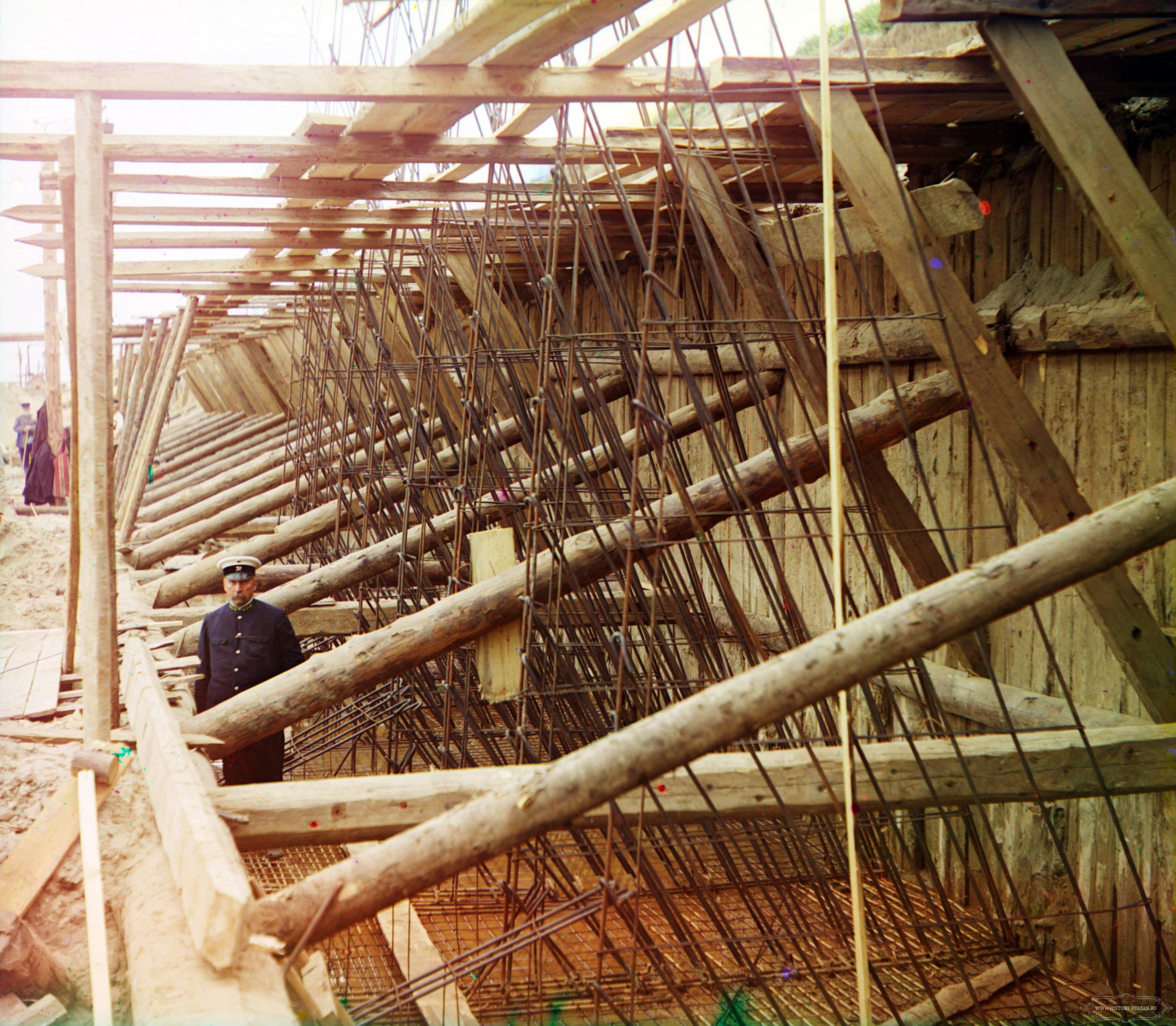
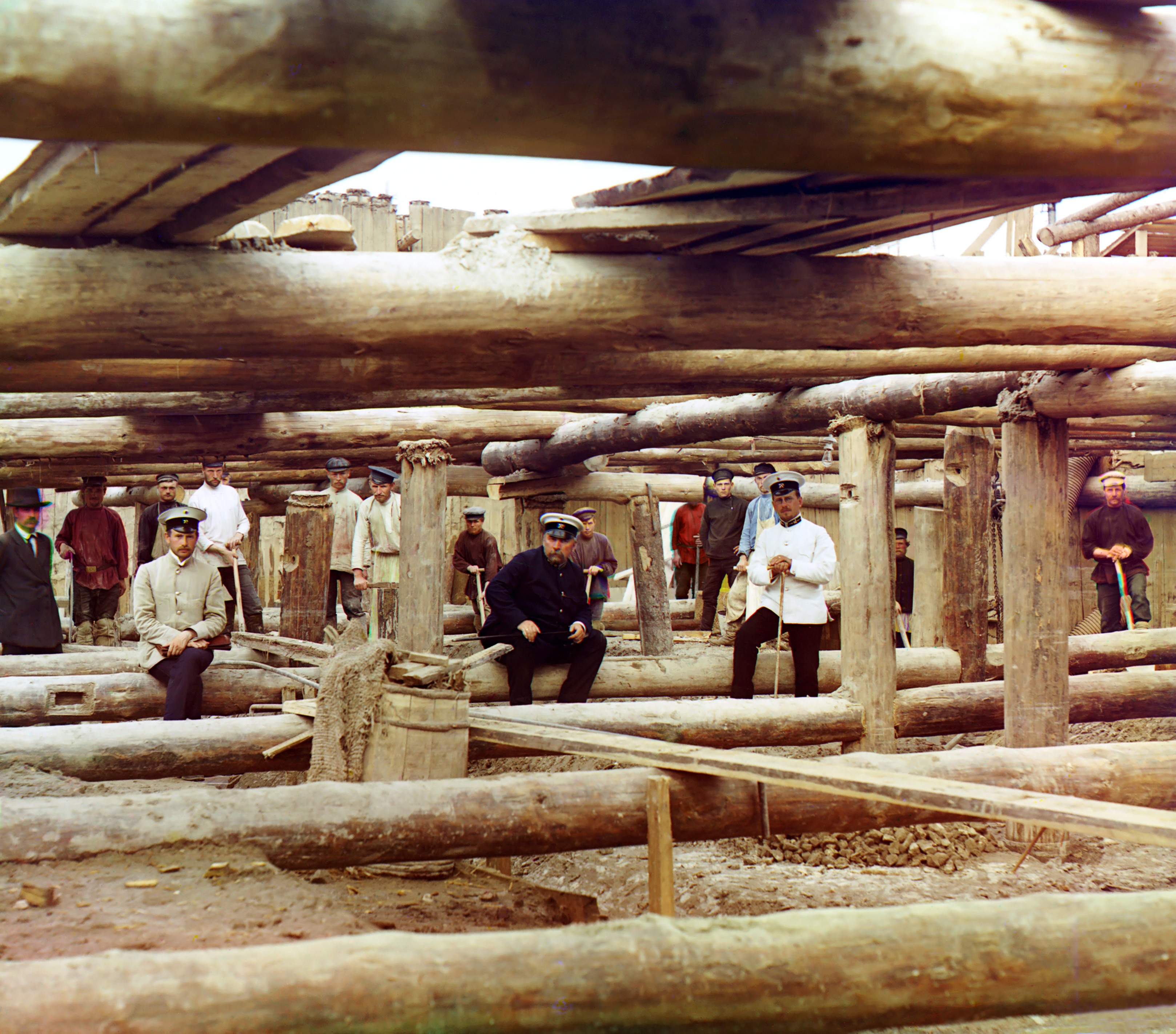
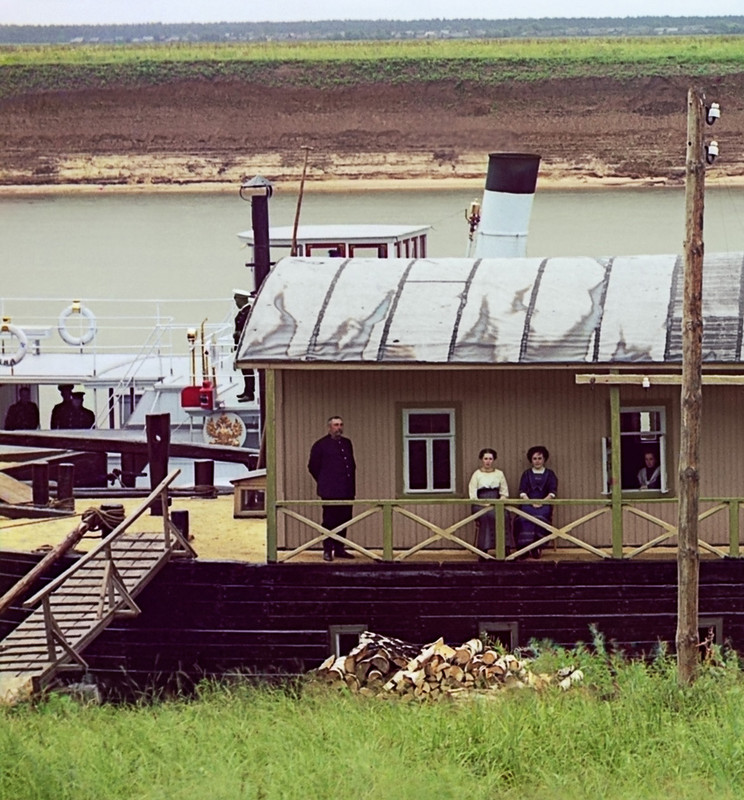